# Naruto: Ninja Council 2 European Version
Naruto Ninja Council 2 European Version, conocido en Japón como Naruto: Saikyō Ninja Daikesshu 3 for DS (ＮＡＲＵＴＯ－ナルト- 最強忍者大結集3 for DS?), es un videojuego para la consola portátil Nintendo DS. En el juego, del género beat'em-up, se puede manejar a los principales personajes de la serie a lo largo de 7 niveles plagados de enemigos a batir, ayudándose los personaje con ataques especiales, de armas y de potenciadores.
La compañía desarrolladora de este juego es Tomy, y su fecha de salida en territorio japonés fue el 21 de abril de 2005..

## El juego

### Historia
Este juego está basado en la saga de los Cinco del sonido. En ella, el grupo formado por Naruto, Neji, Chōji, Kiba y Shikamaru (a los que más tarde se une Lee) acude a rescatar a Sasuke de manos de los subordinados de Orochimaru, que desea el cuerpo de Sasuke para poseer su sharingan. Esto desemboca en la serie en un conjunto de combates que intentan quedar reflejados a lo largo de las fases del juego.
Los capítulos del manga que abarcan estos acontecimientos son del 172 al 238. Y los episodios del anime son del 107 al 135.

### Controles
SE usa la cruceta para mover y agachar a los personajes, el botón A para saltar, el B para correr (manteniéndolo pulsado), el X para arrojar un arma (shurikens, kunais o agujas, siempre y cuando estén en el inventario) y el botón Y para golpear.
Para realizar los ataques especiales del personaje con el que se esté jugando, se tendrá que mantener presionado el gatillo L, y superar un minijuego consistente en girar rápido el stylus por la pantalla táctil.
Y para realizar los especiales de los personajes de apoyo, solamente se tendrá que pulsar sobre su imagen en la pantalla inferior.

## Personajes
Se puede diferenciar entre los personajes principales que se pueden manejar en el juego y los secundarios cuya única finalidad es realizar sus ataques especiales.
Principales:
Se debe escoger un personaje de entre los cinco siguientes antes de comenzar un nivel:
- Naruto Uzumaki
- Sasuke Uchiha
- Sakura Haruno
- Rock Lee
- Neji Hyūga

Secundarios:
Tres de los siguientes personajes son para usarlos como personajes de apoyo. Se puede elegir también alguno de los anteriores, siempre y cuando no haya sido seleccionado como principal:
- Shikamaru Nara
- Chōji Akimichi
- Kiba Inuzuka
- Shino Aburame
- Gaara
- Ino Yamanaka
- Kankurō
- Temari
- Hinata Hyūga
- Kakashi Hatake
- Might Guy
- Tenten
- Jiraiya
- Sarutobi